# ポンアヨロ川
ポンアヨロ川（ぽんあよろかわ）は、北海道登別市および白老郡白老町を流れ太平洋に注ぐ二級河川である。

## 流路
北海道登別市の四方嶺の麓に源を発し、ユートピア牧場の西側を南へ流れる。登別市中登別で向きを東に変え、小さな川を集めながら白老町に入ると東南に流れを変え太平洋に注ぐ。海岸はアヨロ海岸と呼ばれる。
登別市内では谷を形成せず緩やかであるが、白老町では崖下を流れるようになり表情が異なる。源流付近から河口まで道路沿いに流れ、中流域（中登別）には三愛病院を筆頭に老人医療・福祉施設が散在し、下流域（虎杖浜臨海）には人家が散在する。中流の右岸に登別伊達時代村と、河口の左岸に続縄文時代のアヨロ遺跡がある。

## 地名由来
アヨロ川のすぐ西側を並流する川なので、ポン・アヨロ（小さい・アヨロ川）と呼ばれていた。アヨロは東蝦夷日誌（松浦武四郎）によるとアイ・ヨロ（矢を・納む）と訳されている。

## 流域の自治体
北海道
登別市、白老郡白老町

## 支流
- カムイ川
- 緑川
- 伏古別川

## 橋梁
- 湯の香橋 - 北海道道2号洞爺湖登別線
- 見返橋 - 北海道道2号洞爺湖登別線
- （橋） - 道央自動車道
- 臨海橋 - 国道36号